# Liste des sites Ramsar en Grèce
Cet article recense les zones humides de Grèce concernées par la convention de Ramsar.

## Statistiques
La convention de Ramsar est entrée en vigueur en Grèce le 21 décembre 1975.
En janvier 2020, le pays compte 10 sites Ramsar, couvrant une superficie de 1 635,01 km2 (soit environ 1,2 % du territoire grec).

## Liste
| Site                                                           | Périphérie                    | Notes                                                                                       | Date         | Superficie (km²) | Altitude (m) | Identifiant Ramsar | Identifiant WDPA | Coordonnées                       | Photo |
| -------------------------------------------------------------- | ----------------------------- | ------------------------------------------------------------------------------------------- | ------------ | ---------------- | ------------ | ------------------ | ---------------- | --------------------------------- | ----- |
| Delta de l’Évros                                               | Macédoine-Orientale-et-Thrace |                                                                                             | 21 août 1975 | 92,67            | -1 - 1       | 54                 | 67971            | 40° 49′ 59″ nord, 26° 04′ 01″ est |       |
| Lac Vistonída, Porto Lagos, lac Ismarída et lagunes adjacentes | Macédoine-Orientale-et-Thrace | Site créé par la fusion de deux sites Ramsar séparés : le lac Vistonída et le lac Ismarída. | 21 août 1975 | 243,96           | 0 - 10       | 55                 | 67972            | 41° 03′ 00″ nord, 25° 10′ 59″ est |       |
| Delta du Nestos et lagunes adjacentes                          | Macédoine-Orientale-et-Thrace |                                                                                             | 21 août 1975 | 219,30           | -6 - 20      | 56                 | 67974            | 40° 54′ 00″ nord, 24° 46′ 59″ est |       |
| Lacs Vólvi et Korónia                                          | Macédoine-Centrale            |                                                                                             | 21 août 1975 | 163,88           | 37 - 75      | 57                 | 67975            | 40° 40′ 59″ nord, 23° 19′ 59″ est |       |
| Lac Kerkíni                                                    | Macédoine-Centrale            |                                                                                             | 21 août 1975 | 109,96           | 31 - 40      | 58                 | 67976            | 41° 13′ 01″ nord, 23° 07′ 59″ est |       |
| Axios, Loudias, delta de l'Aliakmonas                          | Macédoine-Centrale            |                                                                                             | 21 août 1975 | 118,08           | 0 - 2        | 59                 | 67977            | 40° 30′ 00″ nord, 22° 43′ 01″ est |       |
| Petit lac Prespa                                               | Macédoine-Occidentale         |                                                                                             | 21 août 1975 | 50,78            | 852 - 855    | 60                 | 67978            | 40° 46′ 01″ nord, 21° 04′ 59″ est |       |
| Golfe Ambracique                                               | Épire                         |                                                                                             | 21 août 1975 | 236,49           | 0 - 250      | 61                 | 67979            | 39° 06′ 00″ nord, 20° 55′ 01″ est |       |
| Lagunes de Missolonghi                                         | Grèce-Occidentale             |                                                                                             | 21 août 1975 | 336,87           | 0 - 450      | 62                 | 67980            | 38° 19′ 59″ nord, 21° 15′ 00″ est |       |
| Lagunes de Kotýchi                                             | Grèce-Occidentale             |                                                                                             | 21 août 1975 | 63,02            | 0 - 200      | 63                 | 67981            | 38° 01′ 01″ nord, 21° 16′ 59″ est |       |